# Конуркульджа Кудаймендин
Конуркульджа Кудаймендин (каз. Қоңырқұлжа Құдаймендіұлы, 1794-1865) — казахский старший султан Акмолинского внешнего округа (1832—1842,1845-1849). Потомок Тауке-хана, правнук Самеке хана, внук Есим-султана, сын Кудайменде-хана.

## Биография
Родился в 1794 году. С 1822 года работал в местной царской канцелярии.
В 1832 году избран старшим султаном Акмолинского внешнего округа. В 1834 году по приглашению Николая І совершил визит в Санкт-Петербург. При встрече с императором Российской империи решил вопрос об освобождении казахов от рекрутства, занятия земледелием и промышленностью. Был сторонником пророссийской политики.
Во время восстания Кенесары-хана выступил против него с султанами Баймухамед-торе, Ахмет-торе, Арыстан-торе, Махмуд-торе, Мухамеджан торе и др. Летом 1838 года, в ходе обороны Акмолинска от нападавших кенесаринцев, потерпел поражение и вынужден был покинуть укрепление (оставив его за восставшими) в сопровождении малочисленного русского отряда.
В 1842 году был снят с должности старшего султана, но в 1845 году был вновь на неё назначен.
В 1849 году ушёл с должности на пенсию.